# Kostel svatého Mikuláše (Hynčice)
Kostel svatého Mikuláše stojí na katastrálním území Hynčice u Krnova obce Město Albrechtice v okrese Bruntál. Pozdně barokní farní kostel je chráněn jako kulturní památka od roku 1958 a je zapsán v Ústředním seznamu kulturních památek ČR. Součástí kulturní památky je kostel svatého Mikuláše, márnice a ohradní zeď s branou a kaplemi.

## Historie
V letech 1778–1782 byl přestavěn původní gotický kostel v duchu pozdního baroka opavským stavitelem Antonínem Kretschmerem (1732–1806) podle plánů architekta Michaela Clementa z Krnova. Kostel byl vysvěcen v roce 1782. Věžní hodiny z roku 1897 byly opraveny asi v roce 2009, vybaveny elektronickým pohonem, automatickým odbíjením a pozlacenými replikami hodinových ručiček.

## Popis

### Exteriér
Kostel je zděná omítaná orientovaná jednolodní stavba na obdélném půdorysu s polygonálním závěrem kněžiště a předstupující věží. Sedlová střecha je krytá plechem místo původní břidlice. Západní průčelí má zaoblená nároží, vstupní portál má půlkruhové zakončení, po stranách je zdobený pilastry se segmentovou profilovanou římsou. Věž na čtvercovém půdorysu mírně vystupuje ze západního průčelí, v horní části přechází v polygonální hranol, který je zakončen cibulovou bání s lucernou. V horní části jsou okna s půlkruhovým zakončením a v nižších patrech malá pravoúhlá okna. Po stranách věže je volutový štít průčelí. Fasáda kostela je po obvodu členěná profilovanou hlavní římsou, v bočních fasády jsou členěny lizénovými rámy, v nichž jsou okna s odsazeným půlkruhovým záklenkem a štukovým rámem. Sakristie na severní straně a kaple na jižní straně mají obdélný půdorys a pultovou plechovou střechu.

### Interiér
Interiér je členěn pilíři s pilastry. Loď je zaklenuta plackami, kněžiště konchou. V podvěží je valená klenba s lunetami. Kruchta je položena na dvou pilířích, je podklenuta třemi plackami, na plné poprsnici je datum 1782. Sakristie a kaple jsou zaklenuty valenou klenbou s lunetami.

## Ohradní zeď
Areál kostela je obehnán ohradní zdí, ve které jsou vestavěné výklenkové kaple a márnice. Zeď je postavena z lomového kamene. Na jižní straně je průjezdní brána s půlkulatým zakončením a trojúhelníkovým štítem s výklenkem, po stranách zdobená pilastry, je zaklenuta křížovou klenbou.
Ve zdi je patnáct vestavěných výklenkových kaplí obdélného půdorysu křížové cesty bez pašijových výjevů. Márnice je zděná omítaná vestavěna v severozápadní straně ohradní zdi.

## Galerie

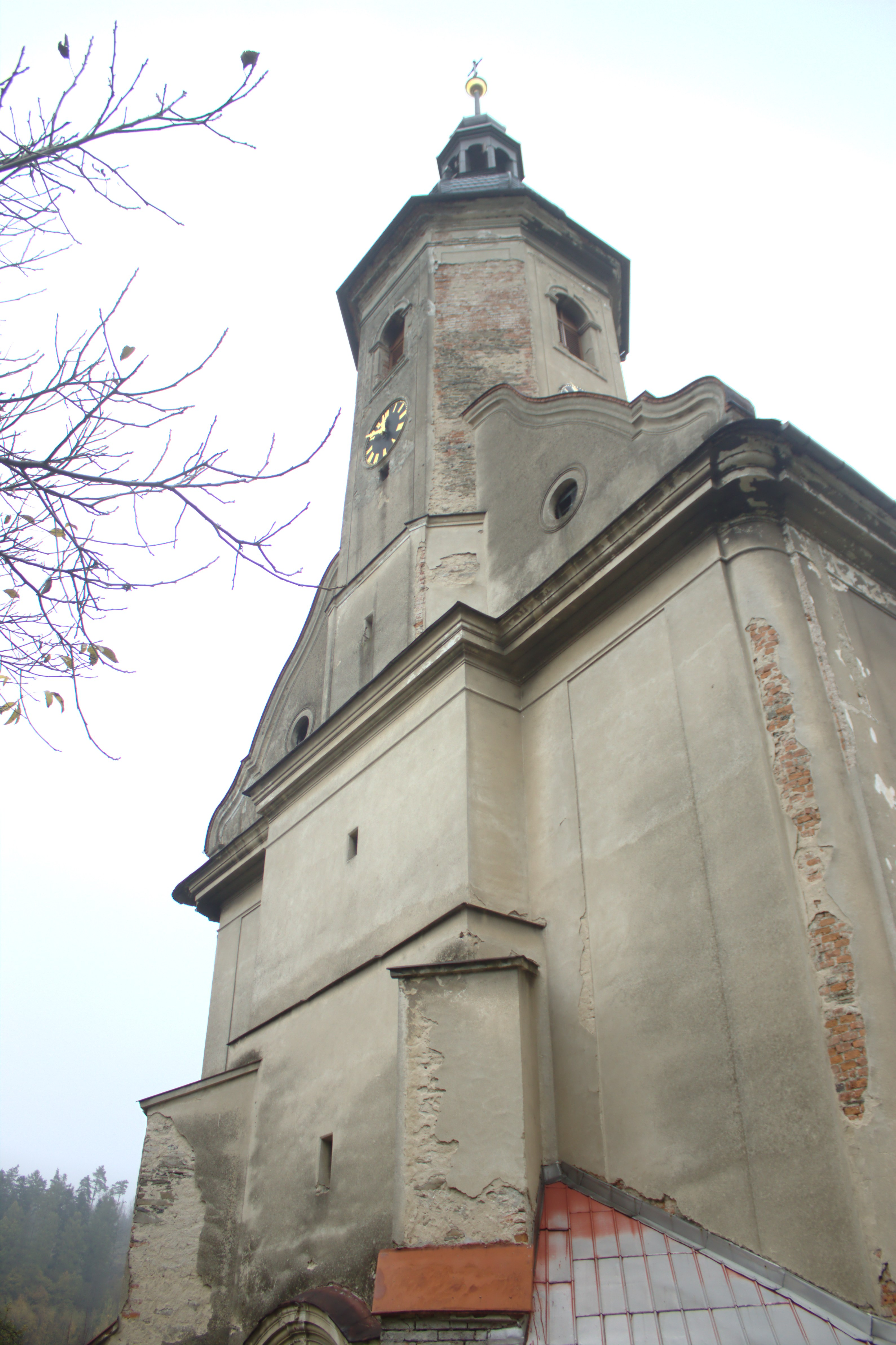
Západní průčelí
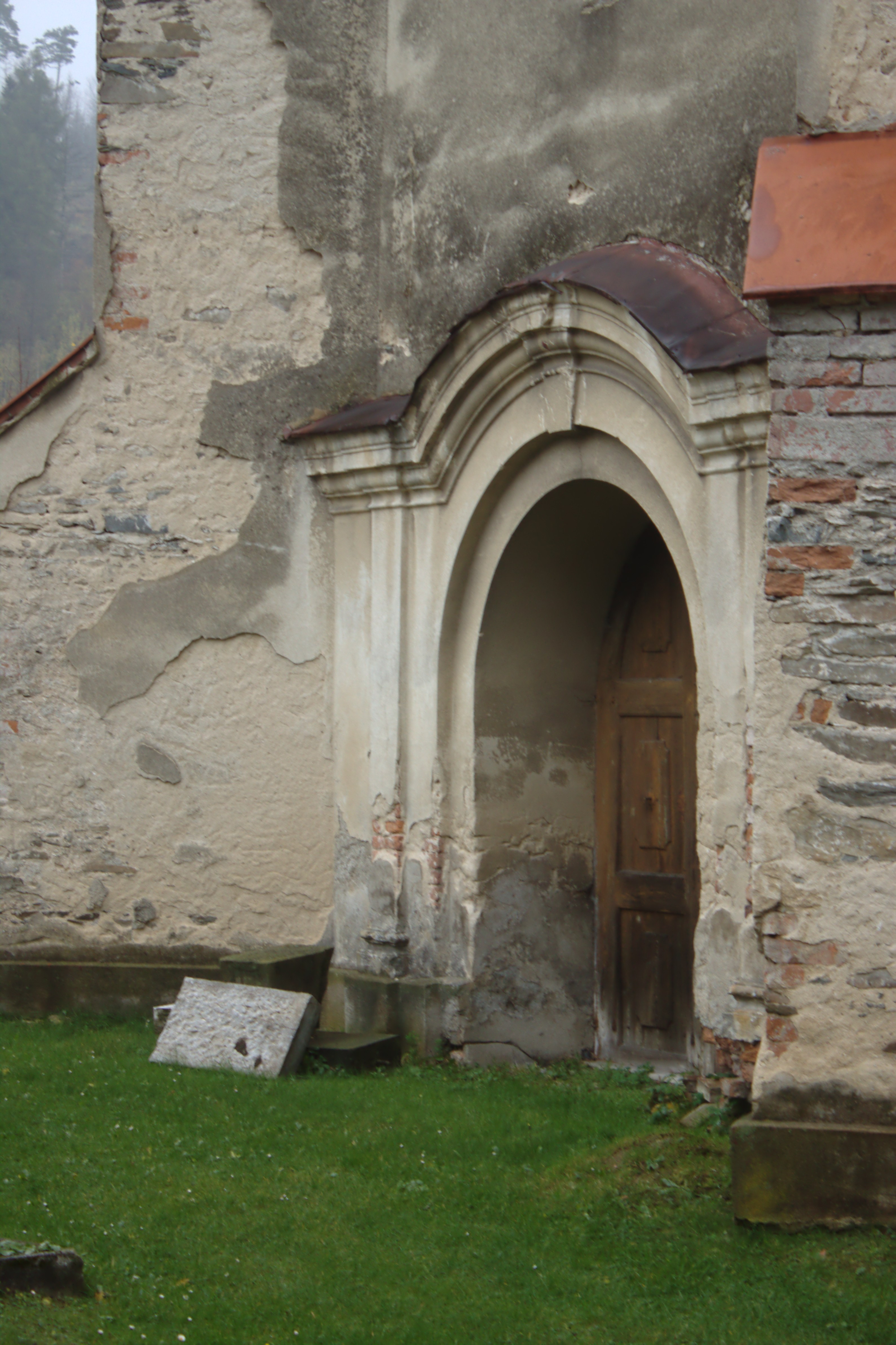
Vstupní portál
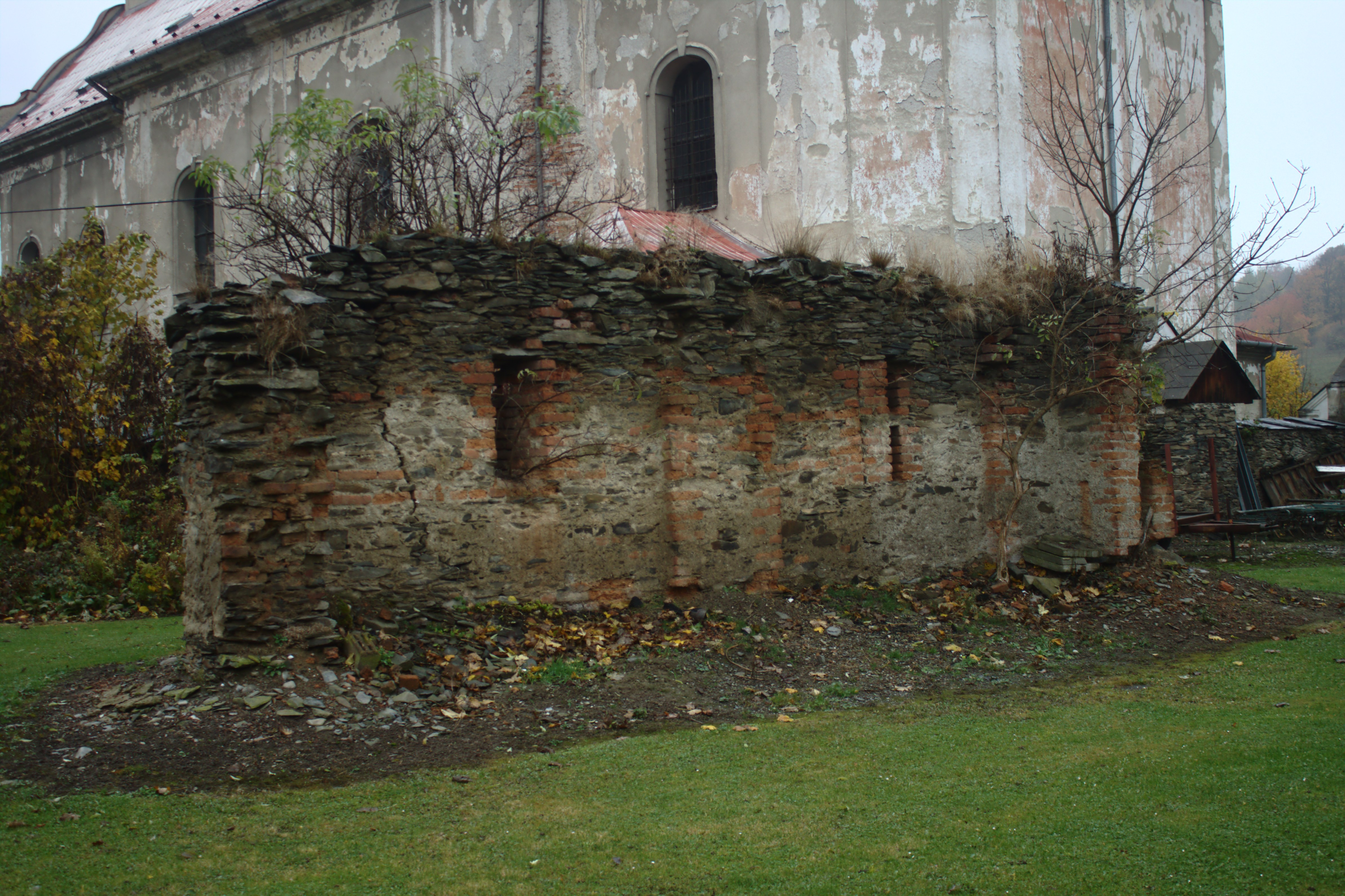
Část ohradní zdi